# Brookville (Indiana)
Brookville es un pueblo ubicado en el condado de Franklin en el estado estadounidense de Indiana. En el Censo de 2010 tenía una población de 2596 habitantes y una densidad poblacional de 650,44 personas por km².

## Geografía
Brookville se encuentra ubicado en las coordenadas 39°25′24″N 85°0′42″O / 39.42333, -85.01167. Según la Oficina del Censo de los Estados Unidos, Brookville tiene una superficie total de 3.99 km², de la cual 3.88 km² corresponden a tierra firme y (2.79%) 0.11 km² es agua.

## Demografía
Según el censo de 2010, había 2596 personas residiendo en Brookville. La densidad de población era de 650,44 hab./km². De los 2596 habitantes, Brookville estaba compuesto por el 97.46% blancos, el 0.35% eran afroamericanos, el 0.27% eran amerindios, el 0.19% eran asiáticos, el 0% eran isleños del Pacífico, el 0.85% eran de otras razas y el 0.89% pertenecían a dos o más razas. Del total de la población el 1.62% eran hispanos o latinos de cualquier raza.